# Lee Bontecou
Lee Bontecou (Providence, Rhode Island, 15 de enero de 1931-8 de noviembre de 2022) fue una escultora y grabadora estadounidense y una figura pionera en el mundo artístico de Nueva York. Ha mantenido un estilo reconocible en todos sus trabajos y recibió un amplio reconocimiento en la década de 1960. Bontecou hizo esculturas abstractas en las décadas de 1960 y 1970 y creó esculturas de plástico vacías con formas de peces, plantas y flores en la década de 1970. En sus dibujos, grabados y esculturas aparecen formas ricas y orgánicas y una poderosa energía. Su trabajo ha sido exhibido y adquirido en muchos de los principales museos de Estados Unidos y Europa.

## Primeros años y formación
Bontecou estudió en el Bradford Junior College (ahora Bradford College) en Haverhill, Massachusetts, para su formación general y, a continuación, estudió en la Liga de Estudiantes de Arte de Nueva York, entre 1952 y 1955, donde recibió clases del escultor William Zorach. También pasó el verano de 1954 en la Escuela Skowhegan de Pintura y Escultura, en el estado de Maine, donde aprendió a soldar. Recibió una beca Fulbright para estudiar en Roma durante el curso 1957-1958. En 1971 comenzó a enseñar en la Universidad de Brooklyn.
Las obras de Bontecou están profundamente afectadas por la Segunda Guerra Mundial. Sus dos padres se unieron a los esfuerzos bélicos. Su madre cableaba transmisores para la navegación submarina y su padre vendía planeadores al ejército. Cuando fue algo mayor, comenzó a pasar los veranos con su abuela en Yarmouth, Nueva Escocia, donde se desarrolló un amor por el mundo natural. Tuvo un hermano mayor, Hank.

## Carrera
Bontecou ha sido especialmente reconocida por las esculturas que creó en 1959 y durante la década de 1960, las cuales desafiaron las convenciones artísticas tanto por los materiales empleados como por la forma de presentarlas, colgadas de una pared. Se trata de estructuras soldadas de acero cubierto con lona y materiales industriales reciclados (como cintas transportadoras o sacos de correo) y otros objetos encontrados. Sus mejores construcciones son a la vez mecanicistas y orgánicas, abstractas, pero evocadoras de la brutalidad de la guerra. El crítico de arte Arthur Danto las describe como "feroces", reminiscentes de las obra Micrographia del científico del siglo XVII Robert Hooke, situándose "en el cruce entre insectos magnificados, una batalla de máscaras, y carros blindados...". Bontecou expuso en la galería de arte de Leo Castelli en la década de 1960, junto a Jasper Johns, Frank Stella y Robert Rauschenberg. Uno de los mejores ejemplos de su obra se encuentra en el vestíbulo del Teatro David H. Koch en Lincoln Center para las Artes Escénicas en Nueva York, que fue encargado por el arquitecto Philip Johnson. A partir de la década de 1970 y hasta 1991 enseñó en el Departamento de Arte de la Universidad de Brooklyn.
Continuó ejerciendo la docencia durante la década de 1990, aunque pasando largas temporadas en Pensilvania. Bontecou se había mudado a Orbisonia, Pensilvania de manera permanente en 1988, donde sigue trabajando. Allí mantuvo un vigoroso estudio de prácticas, aunque redujo su exposición pública. Volvió a situarse en el foco de atención pública gracias a una retrospectiva organizada en 2003 por el Museo Hammer de Los Ángeles y por el Museo de Arte Contemporáneo de Chicago, que posteriormente se exhibiría en el Museo de Arte Moderno de Nueva York en 2004. La retrospectiva incluyó tanto algunos de sus trabajos públicos, que marcaron su carrera en el mundo del arte, como una extensa muestra del trabajo que realizado tras retirarse de la vida pública. Las obras de Bontecou también fueron incluidas en la exposición Carnegie International 2004-5 realizada en Pittsburgh, Pensilvania. En 2010, el Museo de Arte Moderno presentó una retrospectiva de las obras de Bontecou titulada Libertad total en todos los sentidos (All Freedom in Every Sense). En 2014, sus dibujos fueron expuestos en Lee Bontecou: Mundos Dibujados, organizado por La Colección Menil, que también fue expuesto en el Museo de Arte de la Universidad de Princeton. Su trabajo también fue incluido en Revolución en acción: la Escultura Abstracta realizada por Mujeres, 1947-2016 en Hauser Wirth & Schimmel en 2016.
En 2017 el Gemeentemuseum Den Haag organizó una gran exposición de dibujos y esculturas de Bontecou, incluyendo una instalación creada para la ocasión con el nombre Sandbox, una colaboración entre Bontecou y Joan de Banach. La exposición fue comisariada por Joan de Banach y Laura Stamps y fue acompañada por un catálogo totalmente ilustrado publicado por Hannibal (en neerlandés) y Koenig Books, Londres (en inglés). El catálogo contiene nuevos ensayos sobre Lee Bontecou escritos por Laura Stamps, curadora de Arte Moderno en el Gemeentemuseum, Joan de Banach, y Jeremy Melius, con una introducción del Director del museo, Benno Tempel.

## Perspectiva
En la década de 1960, las obras de Bontecou fueron aclamadas por su posición única entre la pintura y la escultura. El escultor Donald Judd escribió que su trabajo "afirma su propia existencia, forma y fuerza. Se convierte en un objeto por derecho propio". La apertura, la autonomía y los procesos de construcción, centrales en su trabajo, fueron asumidos como propios por el Movimiento de Arte Feminista en la década de 1970 y su uso de cavidades y agujeros fue identificado con los genitales femeninos y el resto de imágenes relacionadas con ellos. No obstante, la artista ha rechazado esta asociación. Su trabajo se ha caracterizado por las referencias a la sinergia entre la naturaleza y la ficción, lo que da lugar a una representación naturalista de criaturas, con rasgos transformados de manera grotesca.

## Técnicas y materiales
Lee Bontecou trabaja con muchos materiales, como metal, papel y plástico. También trabaja con materiales no convencionales y desarrolla nuevas técnicas. En sus dibujos, desarrolló un proceso en la década de 1950 en el uso de un soplete de oxiacetileno para producir un aerosol de carbono con la llama, lo que genera un aspecto "retocado" y en toques negros profundos y saturados que luego emplearía en su trabajo escultórico.

## Colecciones públicas
Las obras de Bontecou pueden se exponen en muchas instituciones públicas, incluyendo:
- Museo de Arte de Cleveland[15]
- David H. Koch Theater (Nueva York)
- La Galería David Winton Bell en la Universidad de Brown
- Gemeentemuseum Den Haag (La Haya)
- El Museo de Arte Herbert F. Johnson en laUniversidad Cornell
- El Museo de Arte de Honolulu
- La Colección Menil[8]
- El Moderna Museet (Estocolmo)
- El Museo Boijmans Van Beuningen (Róterdam)
- El Museo de Arte Contemporáneo de Chicago[16]
- El Museo de Bellas Artes de Houston[17]
- El Museo de Arte Moderno[18]
- La Galería nacional de Arte[19]
- El Empire State Plaza (Albany, NY)[20]
- El Museo Stedelijk (Ámsterdam)
- El Walker Art Center[21]
- El Museo Whitney de Arte estadounidense[2]

## Reconocimiento
En 1959 Bontecou recibió el Premio Louis Comfort Tiffany. En 2004 fue elegida miembro de la Academia Nacional de Dibujo de Estados Unidos.

## Mercado del arte
Bontecou está representada por su agente único, Bill Maynes.

## Vida personal
Bontecou está casada con el artista William Giles, con quien tiene una hija, Valeria.

## Legado
Una fotografía de Bontecou trabajando en su estudio, tomada por el fotógrafo italiano Ugo Mulas en 1963, fue utilizada como cubierta del álbum del grupo musical Spoon de 2007 Ga Ga Ga Ga Ga. La escultura de la derecha, ya terminada, se encuentra actualmente en la colección del Museo de Arte de Honolulu.